# Miraž
Le Miraž (in russo Мираж?) sono un gruppo musicale russo, fino al 1991 sovietico, di genere euro disco.
La band riscosse un grande successo in Unione Sovietica durante la perestrojka, in cui pubblicò due album in studio, uno nel 1987 e l'altro nel 1988. Dopo il crollo dell'Unione Sovietica, l'uscita del terzo album venne posticipata a tempo indeterminato e il gruppo stesso è rimasto in uno stato semi-attivo, pubblicando principalmente remix di vecchi successi.
Margarita Suchankina è stata la cantante principale dei Miraž sin dalla sua fondazione, il perché la rende l'unico membro permanente del gruppo.

## Formazione
- Margarita Suchankina (1986–1990, 1997, 2002–2003, 2007–2016)
- Natalija Gul'kina (1987–1988, 2007–2011)
- Svetlana Razina (1987–1988, 2011)
- Natal'ja Vetlickaja (1988)
- Inna Smirnova (1988)
- Tat'jana Ovsienko (1988–1990)
- Irina Saltykova (1988–1989)
- Ekaterina Boldyševa (1990–2004, dal 2016)

## Discografia

### Album in studio
- 1987 – Zvëzdy nas ždut
- 1988 – Snova vmeste
- 2008 – Ne v pervyj raz
- 2009 – Tysjača zvëzd

### Album dal vivo
- 2006 – Legendarnyj koncert v Sankt-Peterburge
- 2017 – The Best of Greatest Hits

### Album di remix
- 1997 – Dance Remix
- 1999 – Versija 2000
- 2001 – Nazad v buduščee
- 2004 – Staroe po-novomu
- 2013 – Otpusti menja

### Album video
- 2006 – 18 let

### Raccolte
- 2000 – The Best of Greatest Hits
- 2013 – Lučšie pesni: Muzyka nas svjazala 1986-1989
- 2013 – Lučšie pesni: Solnečnoe leto 1987-1995
- 2023 – Zvezdi discotek

### Singoli
- 2016 – Padal belyj sneg
- 2017 – Zvëzdnyj geroj
- 2020 – Muzyka - ėto antivirus
- 2023 – Ne pomožet ėta noč' (feat. Nikita Džigurda)
- 2024 – Novyj geroj